# Ait Ouaarda
Ait Ouaarda  (in arabo أيت واوردا‎?) è un centro abitato e comune rurale del Marocco situato nella provincia di Azilal, regione di Béni Mellal-Khénifra. Conta una popolazione di 1 644 abitanti (censimento 2014).